# Pompeya
Pompeya — российская музыкальная группа, поющая на английском языке. Своим идейным вдохновением участники группы позиционируют музыку диско и фанк 70-х, инди и поп-музыку 80-х и 90-х. Группа выступает с многочисленными концертами в России и за рубежом. Большую часть времени музыканты проводят в Лос-Анджелесе, где сочиняют и записывают свою музыку. Ощутимую известность в России группа получила после выхода клипа на песню «Cheenese» и одноимённого «Cheenese EP» в 2010 году a также дебютной пластинки «Tropical» в Мае 2011, в которую вошла самая знаковая, на данный момент, песня — «90».

## Дискография
2006—2008 годы
Первые демо-синглы «Check», «Traveller» и «Inviters» — были выпущены на MySpace, тексты представляли собой незаконченные англо-звучащие наборы слов (gibberish), которые так и не были доведены до формы настоящих осмысленных текстов. В данный момент эти песни не входят репертуар группы, однако они помогли получить первую волну внимания и первые концерты в том числе попасть на разогрев к Stereophonics (в 2007 году — третий в жизни концерт группы Pompeya прошёл перед аудиторией 3000 человек). Начальный период существования группы обусловлен постоянным поиском стиля и тяготению к инди-роковому британскому звучанию, популярному в то время. Музыканты предпринимали несколько попыток записать дебютный альбом, но никогда не были довольны результатом.
Студийные эксперименты закончились написанием демо версии «Cheenese» а так же ряда других демо, в том числе «We Like Songs», на частной студии на Старом Арбате в Москве. С этого момента музыканты определили базовые элементы своего будущего стиля: важным элементом стали синтезаторы в духе 80-х, танцевальная фанки ритм-секция с заглушенным малым барабаном, и обильное количество эффектов reverb / delay на голосе.
Весной 2009 года группа снимает клип на песню «Cheenese», который выходит в конце года и определяет направление на 2010 и 2011 годы, которые стали для группы по-настоящему прорывными в России.
2010 год — настоящее время
В 2010 году выпущен мини-альбом «Cheenese».
В мае 2011 года группа выпустила первый полноценный альбом «Tropical», записанный на студии «Xuman Records».
В январе 2012 группа впервые летит в США (Лос-Анджелес), где записывает альбом «Foursome», который выходит в конце марта того же года.
В ноябре 2013 обе пластинки собраны в один релиз и переизданы в США на лейбле «No Shame» (ныне «Mishu») под общим названием «Tropical».
В апреле группа появилась в эфире «Вечернего Урганта», исполнив песню «Slow».
В январе 2014 года группу покинул барабанщик Наири Симонян. В июне 2014 года состоялся релиз мини-альбома «Night».
В 2015 году Pompeya выпустила третий альбом «Real», американский релиз на лейбле «No Shame» состоялся 5 мая.
Продюсером вокальных сессий и соавтором текстов выступил David Hartley (The War On Drugs).
Группа получает награду Jagermeister Indie Awards за лучший клип года — «Liar».
В 2017 году вышел экспериментальный макси-сингл «Domino» совместно с французским хаус-продюсером Fred Falke.
В 2018 группа прекратила сотрудничество с лейблом Mishu и самостоятельно выпустила четвёртый альбом «Dreamers», который был полностью сочинен и записан в США.

### Альбомы
- 2011 — Tropical
- 2012 — Foursome
- 2015 — Real
- 2018 — Dreamers
- 2020 — BingО
- 2025 — Awesome

### Мини-альбомы
- 2008 — Rare
- 2010 — Cheenese
- 2014 — Tropical Remixed
- 2014 — Night
- 2014 — Liar
- 2017 — Domino

### Синглы
- 2014 — «Satellite»

## Участники группы

### Текущий состав
- Даниил Брод — гитара, вокал
- Денис Агафонов — бас-гитара
- Влад Марущак — клавишные
- Егор Беспалов — ударные

### Бывшие участники
- Наири Симонян — ударные
- Александр Липский — клавишные
- Дмитрий Винников — ударные